# Франклин (приход)
Фра́нклин (англ. Franklin Parish, фр. Paroisse de Franklin) — приход штата Луизиана, США. Официально образован в 1843 году. По состоянию на 2010 год, численность населения составляла 20 767 человек.

## География
По данным Бюро переписи США, общая площадь прихода равняется 1 644,652 км2, из которых 1 618,752 км2 — суша, и 28,490 км2, или 1,700 %, — это водоёмы.

## Население
По данным переписи населения 2000 года на территории прихода проживает 21 263 жителя в составе 7754 домашних хозяйств и 5 706 семей. Плотность населения составляет 13,00 человек на км2. На территории прихода насчитывается 8623 жилых строения, при плотности застройки около 5,00-ти строений на км2. Расовый состав населения: белые — 67,16 %, афроамериканцы — 31,61 %, коренные американцы (индейцы) — 0,27 %, азиаты — 0,19 %, гавайцы — 0,00 %, представители других рас — 0,15 %, представители двух или более рас — 0,62 %. Испаноязычные составляли 0,75 % населения независимо от расы.
В составе 33,90 % из общего числа домашних хозяйств проживают дети в возрасте до 18 лет, 53,30 % домашних хозяйств представляют собой супружеские пары, проживающие вместе, 16,50 % домашних хозяйств представляют собой одиноких женщин без супруга, 26,40 % домашних хозяйств не имеют отношения к семьям, 23,90 % домашних хозяйств состоят из одного человека, 12,20 % домашних хозяйств состоят из престарелых (65 лет и старше), проживающих в одиночестве. Средний размер домашнего хозяйства составляет 2,64 человека, и средний размер семьи 3,13 человека.
Возрастной состав прихода: 27,90 % — моложе 18 лет, 9,10 % — от 18 до 24, 25,80 % — от 25 до 44, 21,90 % — от 45 до 64, и 15,30 % — от 65 и старше. Средний возраст жителя прихода — 36 лет. На каждые 100 женщин приходится 91,20 мужчин. На каждые 100 женщин старше 18 лет приходится 86,40 мужчин.
Средний доход на домохозяйство прихода составлял 22 964 USD, на семью — 27 440 USD. Среднестатистический заработок мужчины был 26 305 USD против 16 758 USD для женщины. Доход на душу населения составлял 12 675 USD. Около 23,10 % семей и 28,40 % общего населения находились ниже черты бедности, в том числе — 41,40 % молодежи (тех, кому ещё не исполнилось 18 лет) и 25,00 % тех, кому было уже больше 65 лет.